# Illa Tobi
Tobi és una illa en l'estat d'Hatohobei de la República de Palau. Amb una població d'uns 30 habitants, alberga a tota la població de l'estat, amb l'excepció d'una base meteorològica en una altra illa. La majoria dels habitants viuen en el costat oest de l'illa i parlen tobi. Tobi, Helen Reef (Hotsarihie), Transit Reef (Pieraurou), i les illes de l'estat de Sonsorol conformen la República de les Illes del Sud-oest de Palau. L'illa de Tobi té 1,6 km de llarg i 0,8 km d'ample, i una superfície d'uns 0,85 km quadrats.
Tobi va pertànyer a la colònia alemanya de Nova Guinea des de 1901 fins a la Primera Guerra Mundial.